# Oersted (cràter)
Oersted és un cràter d'impacte de la Lluna que ha estat inundat per la lava, deixant només una vora en forma de mitja lluna amb una bretxa cap al sud-oest. La vora puja a una alçada màxima de 1,7 km. Es troba a sud-est del cràter Atlas, i al sud-oest de Chevallier. Al sud-sud-oest apareix Cepheus.

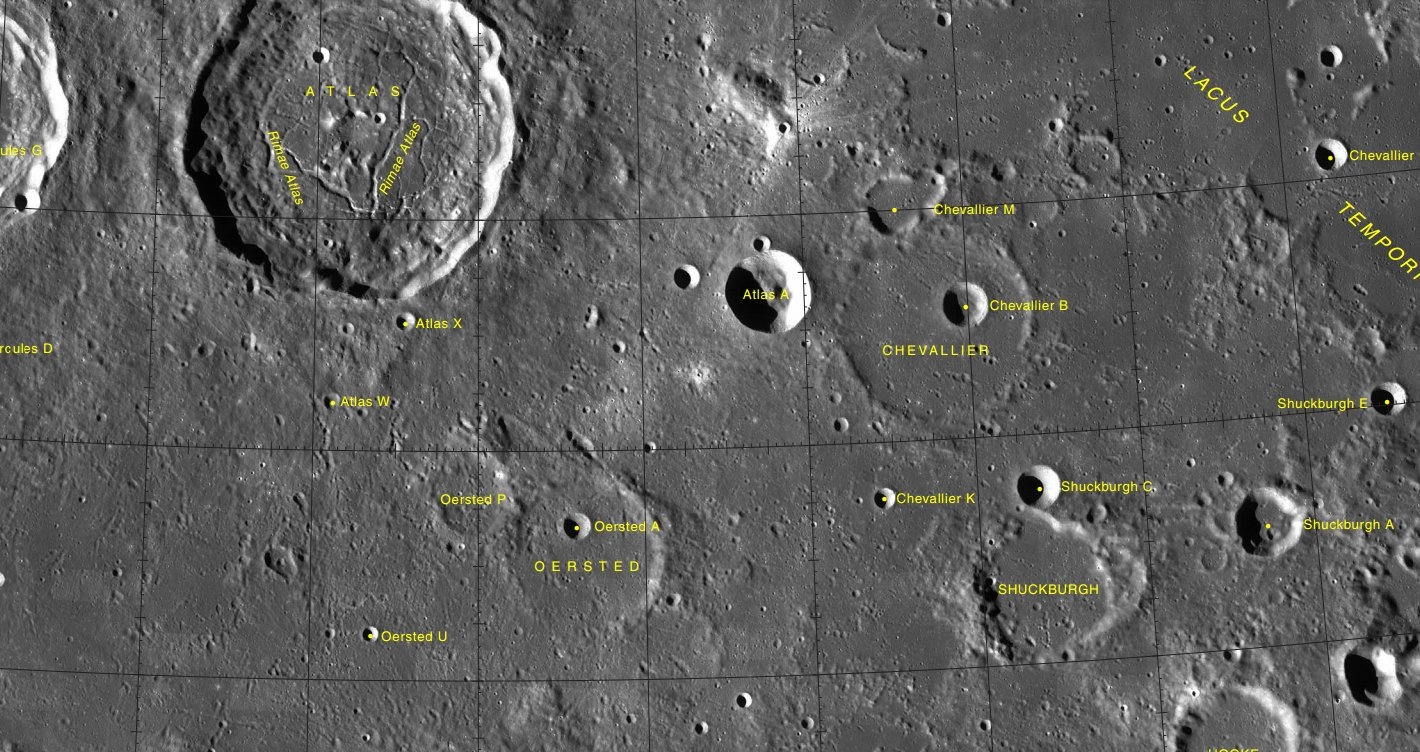
Localització d'Oersted (inferior esquerra de la imatge)
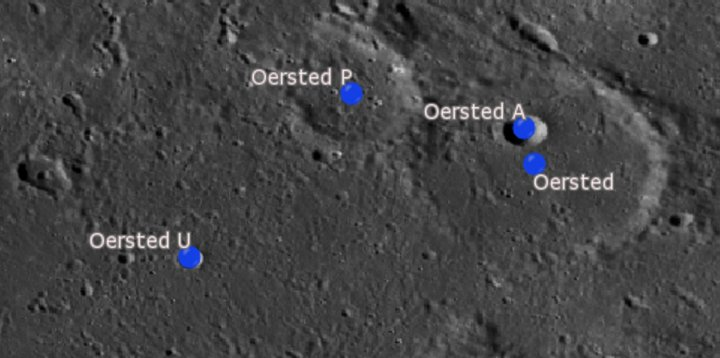
Cràters satèl·lit
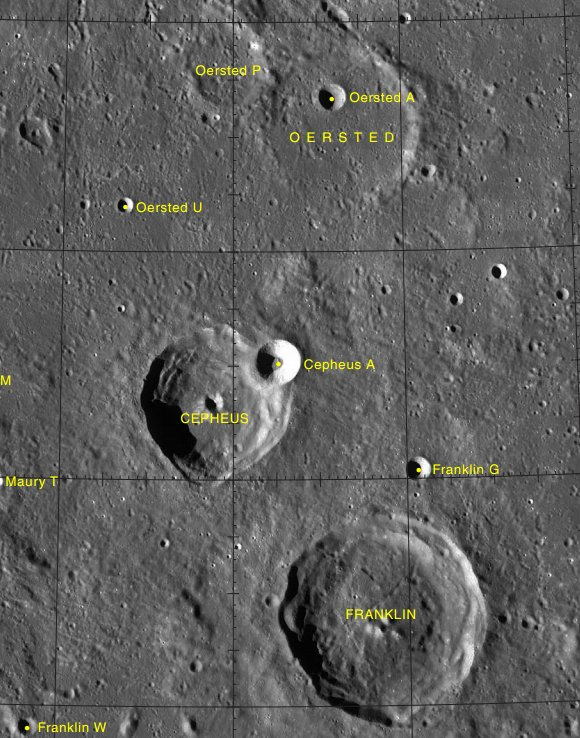
Rodalies del sud d'Oersted

La vora nord d'Oersted ha estat superposat per un petit cràter inundat per la lava. Just al sud es troba un cràter més recent, encara intacte, denominat Oersted A, que es va formar després que Oersted fos envaït pels fluxos de basalt. Al nord-oest, el cràter inundat Oersted P s'uneix al sector nord-oest de la vora exterior.

## Cràters satèl·lit
Per convenció aquests elements són identificats en els mapes lunars posant la lletra en el costat del punt central del cràter que està més proper a Oersted.
| Oersted | Coordenades                          | Diàmetre |
| ------- | ------------------------------------ | -------- |
| A       | 43° 24′ N, 47° 12′ E / 43.4°N,47.2°E | 7 km     |
| P       | 43° 36′ N, 46° 00′ E / 43.6°N,46.0°E | 21 km    |
| U       | 42° 24′ N, 44° 36′ E / 42.4°N,44.6°E | 5 km     |